# Kicker (KDE)
Pour les articles homonymes, voir Kicker.
| Kicker, avec de gauche à droite : - L'étoile correspond au K-Menu. - Les quatre autres icônes permettent l'accès à certaines applications (ici Mozilla Firefox par exemple). - Les quatre carrés est le gestionnaire de bureau. - La barre des tâches avec les applications en cours d'exécution. - La zone de notifications avec des applications comme KMix, KNotes, BasKet ou encore Klipper. - L'horloge. |

Kicker est le tableau de bord de KDE et fait partie du paquet kdebase. Utilisé jusqu'à la version 3, Kicker est remplacé dans KDE4 par Plasma.

## Fonctionnalités
Par défaut il dispose :
- D'un menu (K-Menu) permettant l'accès aux différentes applications installés ainsi qu'à certaines fonctionnalité comme la recherche de fichiers.
- Un gestionnaire de bureaux permettant de passer de l'un à l'autre.
- Une barre des tâches permettant l'accès aux applications en cours d'exécution.
- Une zone de notifications permettant l'accès à diverses applications déjà lancée, mais non présente dans la barre des tâches.
- Une horloge.

L'apparence, le comportement, la position et le contenu de Kicker sont configurables par l'utilisateur.
À cela s'ajoute les applets, des applications destinées à s'exécuter uniquement dans Kicker. Tous les éléments précédemment cités (à l'exception de la zone de notifications) présents par défaut dans Kicker sont des applets.